# Synagogue d'Épinal
La synagogue d’Épinal, est une synagogue située dans la ville française d’Épinal dans le département des Vosges dans le Grand Est, en France

## Historique
L'ancien édifice a été construit en 1863. La synagogue était située dans ce qui était alors la rue de l'Ancien Hospice.
La synagogue a été détruite en 1940 par les forces d'occupation allemandes pendant la Seconde Guerre mondiale. 
Bâtie en 1952, la synagogue actuelle est située au 9 rue Charlet, en remplacement de l'ancienne synagogue détruite. 

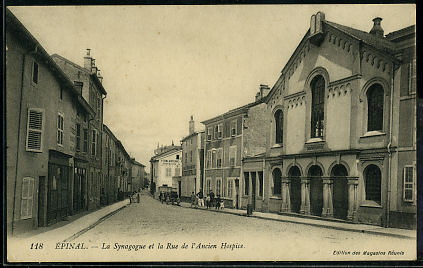
L'ancienne synagogue d'Épinal (début du XXe siècle).